# پرولتارسک
شهر پرولتارسک (به روسی: Пролетарск) در کشور روسیه و در اوبلاست روستوف واقع شده‌است.